# Стон
Стон је насељено место и седиште општине у Дубровачко-неретванској жупанији, Република Хрватска.

## Географски положај
Налази се на самом југу Далмације, недалеко од границе са Босном и Херцеговином. Сам градић је смештен на обали Стонског залива односно на јужној страни Стонске превлаке која спаја полуострво Пељешац са копном.

## Историја
У античко доба овај крај настањивали су Илири и Грци, а од 167. п. н. е. започиње време владавине Римљана.
У 2. веку на једној римској мапи набројана су сва важнија стратешка места и путеви старог века, а ту се спомиње име места Пердуа или Стамнес, које се налазило на јужним и западним обронцима брега св. Михајла.
Далеке 877. године спомиње се стонска бискупија, тако да се претпоставља да је бискупија у Стону најстарија бискупија на источном Јадрану. Стон постаје центар српских владара Захумља. Од 1102. г. Захумље је под врховном влашћу краљевине Дукље и Византије, а бискуп постаје суфраган Дубровачког бискупа.
У периоду владавине дукљанског краља Михаила подигнута је црквица Св. Михаила, дело ране-равенске романике, која и данас постоји. У доба кнеза Мирослава, Немањиног брата протеран је бискуп из Стона, тако да су до краја 14.века Стоњани били већином православни.
Стари Стон налазио се на брду Горици, где је било изобиље свеже воде, млинови, плодна земља, и драгоцена солила. Године 1219. Св. Сава оснива у Богородичином манастиру у Лужинама седиште Хумске епархије. Било је девет српских епископа који су столовали у Стону; Иларије, Методије, Теодосије, Никола, Сава, Јевстратије, Јован, Данило и Стефан.
Српски краљ Душан је повељом од 29. априла 1292. године поклонио "Станград" (Стон) са 2000 душа, који је припадао дубровачкој области, српском манастиру Хиландару. По другој Душановој повељи од 22. јануара 1333. године поред Стона, "Рат" и све земље положене од Превлаке па до Дубровнике дао је граду Дубровнику. Тај поклон је био потврђен повељама српских владара од 10. априла 1357. године и 4. новембра 1470. године. Пошто манастир није био у могућности да управља тим поседом, уступљен је Дубровачкој републици за 1000 златних перпера годишње. То је било вековима мање-више испоштовано од стране Дубровчана. За време француске власти у Дубровнику 1805-1811. године редовно је слат износ на Свету Гору. Од 1814. године када је Дубровник постао део Илирског краљевства потпуно су обустављене обавезе према манастиру. Због тога је хиландарски архимандрит Онуфрије дошао да тражи правду. Сметало је хиландарским оцима што је њихов приход даван римокатоличком манастиру на Стону. Цар Фрања је подржао захтев Хиландара и радило се на успостављању ваљаног правног односа, из којег би се наставило давање манастиру.
У времену до 1333. г. Стон је са околином бројао десет цркви; Светог Михаила, Св. Николе, Св. Ивана, Св. Марије Мандаљене, Св. Богородице у Лужинама, Св. Мартина, Св. Ђурђа, Св. Кузме и Дамјана, Св. Стефана и Св. Срђа. Катедрална Стонска црква била је Св. Марија Мандаљена на врху брда Горице, која је била највећих димензија од свих стонских цркви. Српски владари били су, насупрот Дубровачкој републици која је била изразито верски нетолерантна, благонаклони и према католичким црквама, на овим просторима тако су обилато даривали манастир Св. Марије на Мљету.
После рата бана Младана и српског краља Милутина Стоном и Ратом влада, српска властеоска породица Бранивојевића, која успева да услед слабљења власти у Србији и пропасти бана Младена са центром у Стону окупи Хумске земље. Услед јачања Босне и њене тежње ка мору долази до савеза са Дубровником. Бранивојевићи су 1326, г искорењени, Босна узима Хум, а Дубровник заузима Стонски Рат.
Стон (Stagno) је био 1838. године стари градић српског краљевства заједно са полуострвом Пељешцом (Sabioncello).
Средином XIV века га је, са околином, откупила Дубровачка република од краља Србије Душана (краљ 1331—1346, цар 1346—1355) и бана Босне Стефана II (1322—1353), након чега га опасује када је преко превлаке подигла Стонски бедем са две тврђаве: Подвизд и Велики Каштио. На другој страни превлаке Дубровчани оснивају луку и насеље Мали Стон (1934. год.) које утврђују зидом и тврђавом Коруном, а преко превлаке дижу дуги одбрамбени зид који спаја Мали Стон са Стоном (Велики Стон). Највећу важност за Дубровачку републику имале су стонске солане на југоисточној страни Стонског поља. Приходом од соли Дубровчани су могли да подмире годишњи данак Турској.
До територијалне реорганизације у Хрватској налазио се у саставу старе општине Дубровник.

## Становништво
На попису становништва 2011. године, општина Стон је имала 2.407 становника, од чега у самом Стону 549.

### Општина Стон
| Број становника по пописима | Број становника по пописима | Број становника по пописима | Број становника по пописима | Број становника по пописима | Број становника по пописима | Број становника по пописима | Број становника по пописима | Број становника по пописима | Број становника по пописима | Број становника по пописима | Број становника по пописима | Број становника по пописима | Број становника по пописима | Број становника по пописима | Број становника по пописима |
| --------------------------- | --------------------------- | --------------------------- | --------------------------- | --------------------------- | --------------------------- | --------------------------- | --------------------------- | --------------------------- | --------------------------- | --------------------------- | --------------------------- | --------------------------- | --------------------------- | --------------------------- | --------------------------- |
| 1857                        | 1869                        | 1880                        | 1890                        | 1900                        | 1910                        | 1921                        | 1931                        | 1948                        | 1953                        | 1961                        | 1971                        | 1981                        | 1991                        | 2001                        | 2011                        |
| 3.593                       | 3.548                       | 3.589                       | 3.842                       | 4.332                       | 4.288                       | 4.060                       | 4.045                       | 3.954                       | 3.972                       | 3.715                       | 3.283                       | 2.819                       | 2.802                       | 2.605                       | 2.407                       |

Напомена: Настала из старе општине Дубровник. У 1981. смањена издвајањем дела у општину Дубровачко приморје.

### Стон (насељено место)
| Број становника по пописима | Број становника по пописима | Број становника по пописима | Број становника по пописима | Број становника по пописима | Број становника по пописима | Број становника по пописима | Број становника по пописима | Број становника по пописима | Број становника по пописима | Број становника по пописима | Број становника по пописима | Број становника по пописима | Број становника по пописима | Број становника по пописима | Број становника по пописима |
| --------------------------- | --------------------------- | --------------------------- | --------------------------- | --------------------------- | --------------------------- | --------------------------- | --------------------------- | --------------------------- | --------------------------- | --------------------------- | --------------------------- | --------------------------- | --------------------------- | --------------------------- | --------------------------- |
| 1857                        | 1869                        | 1880                        | 1890                        | 1900                        | 1910                        | 1921                        | 1931                        | 1948                        | 1953                        | 1961                        | 1971                        | 1981                        | 1991                        | 2001                        | 2011                        |
| 428                         | 648                         | 378                         | 472                         | 503                         | 485                         | 420                         | 470                         | 357                         | 469                         | 562                         | 430                         | 543                         | 581                         | 528                         | 549                         |

Напомена: У 1869. садржи податке за насеље Мали Стон.

### Попис1991.
На попису становништва 1991. године, насељено место Стон је имало 581 становника, следећег националног састава:
| Попис 1991.‍  | Попис 1991.‍  | Попис 1991.‍ | Попис 1991.‍ | Попис 1991.‍ |
| ------------ | ------------ | ----------- | ----------- | ----------- |
|              |              |             |             |             |
| Хрвати       | Хрвати       |             | 558         | 96,04%      |
| Југословени  | Југословени  |             | 6           | 1,03%       |
| Срби         | Срби         |             | 4           | 0,68%       |
| Муслимани    | Муслимани    |             | 2           | 0,34%       |
| Албанци      | Албанци      |             | 1           | 0,17%       |
| Немци        | Немци        |             | 1           | 0,17%       |
| Словенци     | Словенци     |             | 1           | 0,17%       |
| неопредељени | неопредељени |             | 1           | 0,17%       |
| регион. опр. | регион. опр. |             | 4           | 0,68%       |
| непознато    | непознато    |             | 3           | 0,51%       |
| укупно: 581  |              |             |             |             |

## Привреда
Као и у прошлости и данас највећу важност за Стон имају солане. Солила имају површину од 429.860 . Ту постоји винарија и фабрика пластичних маса. У Малостонском каналу, у ували Бистрина се налази узгајалиште каменица (острига), дагњи, прстаца и других шкољки.